# Cepora abnormis
Cepora abnormis é uma borboleta da família Pieridae. Pode ser encontrada na Indonésia.

## Subespécies
As seguintes subespécies são reconhecidas:
- Cepora abnormis abnormis (oeste de Irian a Nova Guiné)
- Cepora abnormis euryxantha (Honrath, 1892) (Nova Guiné para Papua Nova Guiné)